# Jimmy Conrad
James Paul Conrad (ur. 12 lutego 1977 w Arcadii) – amerykański piłkarz występujący na pozycji obrońcy w Chivas USA. W roku 2000 przez krótki czas był piłkarzem Lecha Poznań. Był w kadrze USA podczas Mundialu 2006.